# 馬凱
馬 凱（ば がい）は、中華人民共和国の政治家。第18期中国共産党中央政治局委員、中華人民共和国国務院副総理。

## 経歴
上海市出身。両親とも八路軍幹部。1960年代後半から1970年代には北京で中学教師などを務める。1982年に中国人民大学政治経済学部卒業後、北京市で経済計画、物価などの業務を担当。1995年以降、国家経済計画委員会副主任、国務院副秘書長などを歴任。
2003年、第10期全人代第1回会議で国家発展改革委員会主任に、2008年3月第11期全人代第1回会議で国務委員、国務院秘書長に任命された。同4月、国家行政学院院長就任。2008年3月第11期全人代第1回会議で国務委員、国務院秘書長に任命された
第16・17・18期中央委員。2012年、第18回党大会にあたり、中国共産党中央政治局委員に選ばれる。2013年3月、第12期全人代第1回会議で国務院副総理に任命された。2014年6月、習近平政権の掲げる製造業振興策（中国製造2025）を担う「国家製造強国建設領導小組」組長に選ばれた。